# 마라 윌슨
마라 윌슨(Mara Wilson, 1987년 7월 24일 ~ )은 미국의 배우, 성우, 작가이다.

## 출연작
- 마틸다 - 마틸다 웜우드 역
- 34번가의 기적 - 수잔 워커 역
- 미세스 다웃파이어 - 내티 힐러드 역